# Соге, Анри
Анри́ Соге́ (фр. Henri Sauguet, настоящее имя Пьер-Анри́ Пупа́р, фр. Pierre-Henri Poupard; 18 мая 1901, Бордо — 22 июня 1989, Париж) — французский композитор и дирижёр, член французской Академии, высший офицер Ордена за Заслуги (фр. grand officier de l’ordre du Mérite) и командор Ордена Почётного легиона (фр. commandeur de la Légion d’honneur).
Анри Соге начинал как наиболее активный и известный участник так называемой «Аркёйской школы» (фр. l’École d’Arcueil), верный ученик и последователь «аркёйского мэтра» Эрика Сати. Даже в самые радикальные авангардные времена Анри Соге сумел сохранить простой и ясный стиль своей музыки, выразительность мелодий и верность первоначальной эстетике французской «Шестёрки».
Благодаря аккуратному и педантичному характеру Анри Соге до широкой публики в 1950-е годы дошли многие неизвестные рукописи и музыкальные открытия Эрика Сати спустя тридцать-сорок лет после его смерти, включая «Меблировочную музыку» и ранние экспериментальные сочинения.

## Биография Анри Пупара
Пьер-Анри Пупар родился в городе Бордо, в семье скромного конторского служащего. Двадцать лет спустя ему пришлось взять фамилию своей матери — Соге — чтобы избавить своего добропорядочного отца от позора иметь сына «мало того, что музыканта, так ещё и „модерниста“». Уже в пятилетнем возрасте Анри Пупар проявил настолько серьёзные способности и страсть к музыке, что сначала с ним стала заниматься его мать, свободно игравшая на фортепиано, а позже, при всей материальной стеснённости, родители наняли учительницу музыки. Будучи девятилетним школьником, Анри Пупар прислуживал кюре в церкви и так сильно увлёкся органом, что практически самоучкой (взяв всего три-четыре урока у местного органиста) освоил этот сложнейший инструмент. В пятнадцать лет Пупар уже самостоятельно играл во время службы в некоей деревенской церкви близ Бордо, своим заработком внося лепту в достаточно скудный семейный бюджет.
В конце концов нарастающие денежные трудности заставили Анри Пупара бросить учёбу и вместо лицея сначала поступить рассыльным в адвокатскую контору, а затем подрабатывать подсобным рабочим у торговца вином. Однако каждую свободную минуту он отдавал занятиям музыкой и самообразованию. Он всё сильнее увлекается чтением литературы, более всего — латинской и классической поэзии, а случайно услышанная прелюдия Дебюсси произвела на него столь сильное впечатление, что сразу превратила в восторженного поклонника этого новаторского композитора. Как позднее он не раз признавался: «Дебюсси стал его отправной точкой в музыку». Анри Пупар загорелся мечтой самому сочинять «так же красиво» и с новыми силами некоторое время снова принялся брать уроки музыкальной грамоты у местного органиста Ламбера Мушага. Парадоксальным образом случилось так, что Анри Пупар успел увлечься искусством музыкального импрессионизма значительно раньше, чем познакомился и полюбил традиционное музыкальное наследие композиторов XVIII и XIX веков.
Первым сочинением Анри Пупара стала Сюита для органа, за которой вскоре последовали и фортепианные миниатюры. Какую-то из этих пьес одна знакомая их семьи по случаю показала известному композитору и собирателю народных песен Жозефу Кантелубу (фр. Joseph Canteloube). Кантелуб был высоко образованным академическим музыкантом, учеником Венсана д’Энди самых первых лет существования Schola Cantorum, в тот год он жил в небольшом провинциальном городке Монтобане. Просмотрев пьесы, Жозеф Кантелуб выказал живой интерес к начинающему музыканту, и мать Анри Пупара решилась съездить в Монтобан, чтобы лично представить своего сына этому «настоящему» профессиональному композитору. Кантелуб предложил Анри Пупару серьёзно заниматься музыкой и вызвался лично преподавать ему все необходимые дисциплины. На целый год Анри поселился в Монтобане, а чтобы хоть как-то сводить концы с концами, по рекомендации Кантелуба он поступил на работу писарем в префектуру. Всё свободное время он посвятил занятиям контрапунктом, фугой и свободным сочинением. Одновременно Кантелуб старался расширять кругозор Анри Пупара, знакомить с музыкой разных провинций Франции, прежде всего — его родной Оверни, собиранию и публикации фольклора которой он посвятил не один десяток лет. Благодаря Кантелубу за год обучения Пупар узнал также музыку других современных французских композиторов, кроме Дебюсси. Особенно его увлекло творчество Деода де Северака — оригинального музыканта из Лангедока, певца природы, прекрасно изображавшего средствами музыки мелодии певчих птиц.
Однако ещё более живо Анри Пупара интересовали новейшие веяния из Парижа. Всё его очарование творчеством Дебюсси испарилось почти мгновенно после того, как Анри Пупар испытал новое потрясение от манифеста группы молодых музыкантов, репутация которых установилась буквально в мгновение ока. В журнале «Comædia» он с увлечением прочёл статью Анри Колле о «Шестёрке», а потом зачитал до дыр памфлет Жана Кокто «Петух и Арлекин». Его мечтой становится — как можно скорее поехать в Париж и встретиться там с молодыми возмутителями спокойствия. Оставив монтобанскую префектуру и учёбу у Кантелуба, Анри Пупар возвратился в Бордо и сразу же попытался сколотить там свою группу молодёжи «Тройку из Бордо». В масштабах провинциального Бордо «Тройка», по замыслу Анри Пупара, должна была занять место некоего авангарда, «возмутителей спокойствия» и дерзновенных «борцов за новое искусство».
С двумя своими товарищами неизвестной музыкальной направленности, Луи Эмье (фр. Louis Emié) (впоследствии известным писателем) и Жан-Марселем Лизоттом (фр. Jean-Marcel Lizotte) 12 декабря 1920 года Анри Пупар организовал в своём родном городе первый «совместный концерт» из произведений «Шестёрки» и «Тройки», «представляемых Жаном Кокто»… Однако это была чистейшая мистификация, Анри Пупар выдавал желаемое за действительное. Разумеется, ни «Шестёрка», ни Жан Кокто даже и не подозревали о том, что они выступают 12 декабря 1920 года в городе Бордо вместе со знаменитой «Тройкой» Анри Пупара. Собрав переполненный зал раздосадованной публики, пришедшей на столичных знаменитостей, но увидевшей только трёх местных молодых людей, необходимо было как-то выкручиваться из собственной аферы. И тогда Анри Пупар, появившись на эстраде, торжественно зачитал телеграмму якобы от Кокто, отчасти даже стихотворную, где он просил прощения за своё внезапное отсутствие на концерте.
Само собой разумеется, что никакой телеграммы Кокто также не посылал, и она была от начала до конца сочинена «Тройкой из Бордо» (самое известное сочинение этой группы композиторов). Но своё восхищённо-почтительное отношение к Жану Кокто Соге сохранил до конца своих дней:

"…Между музыкой и Жаном Кокто была органичная доверительная связь… Он был весь в музыке физически… Для разговора о музыке и музыкантах он умел находить идеально подходящие слова, точные выражения, полностью избегая при этом специальной музыкальной терминологии… "— ( Sauguet H., «Jean Cocteau et la Musique», Cahiers-7, p.83-84.)
На памятном концерте 12 декабря 1920 года, кроме сочинений «Шестёрки» и «Тройки» Анри Пупар собственноручно исполнил также три фортепианные пьесы из цикла «Засушенные эмбрионы» (фр. Embryons desséchés) Эрика Сати. Именно это небольшое сочинение поставило двойную черту в биографии Анри Пупара. Его благонамеренный отец, узнав, что сын докатился до публичного употребления столь «малоприемлемых и предосудительных сочинений», категорически потребовал, чтобы его доброе имя больше никогда не оказывалось в соседстве со всякими эмбрионами, к тому же — засушенными. С этого дня послушный сын Анри взял себе фамилию своей матери, Соге. Она (в отличие от Пупара-отца) — против эмбрионов не возражала.

## Биография Анри Соге
В начале 1921 года Анри Соге наконец решился послать в Париж одному из «Шестёрки», Дариусу Мийо письмо и рукопись одного своего романса в придачу. Выбор Соге оказался весьма точным. Мийо более всех из «Шестёрки» был отзывчив, благожелателен и охотнее других откликался на просьбы молодых музыкантов. Он пригласил провинциала из Бордо приехать в Париж на скорое исполнение «Лунного Пьеро» Шёнберга (под своим управлением) и премьеру первого и единственного совместного спектакля «Шестёрки» — «Новобрачные на Эйфелевой башне». Кроме того, Мийо обещал познакомить его со всеми теми, кто «должен был участвовать, но почему-то не приехал» на недавний концерт «Тройки» в Бордо. С трудом собрав необходимую сумму денег для краткой поездки, Соге впервые приехал в Париж, где Мийо любезно ввёл его в круг своих друзей и знакомит со всеми новейшими событиями артистической жизни. В первый приезд Соге успел побывать в «Театре Елисейских полей», знаменитом кабачке «Бык на крыше», познакомился с самим Жаном Кокто и услышал «Лунного Пьеро» (к которому, впрочем, остался совершенно равнодушен). В результате первого посещения, Анри Соге решил совсем переехать в Париж. Родители не возражали против его отъезда, но помочь деньгами не могли.
В 1922 году Анри Соге переехал в Париж и с помощью новых знакомых определился на работу, которая позволила ему как-то существовать в столице. В течение нескольких лет он откровенно бедствовал, перебиваясь заработками то приказчика трикотажного отдела торгового дома «Пари-Франс», то агента по продаже масла и жиров, то секретаря музея Гиме… Одновременно (по рекомендации того же Дариуса Мийо) он обратился к известному композитору, педагогу и профессионалу своего дела, Шарлю Кеклену с просьбой помочь в продолжении музыкального образования. Встретившись с молодым музыкантом, Кеклен согласился учить его полифонии и свободному сочинению совершенно бесплатно. Занятия с этим мастером завершили овладение Соге композиторской техникой и окончательно укрепили в его склонности к простой мелодии, прозрачной полифонии и ясной оркестровке, которую он сохранил в своём творчестве до конца своих дней.
Очень скоро по приезде в Париж Дариус Мийо познакомил Анри Соге также и с Эриком Сати, который сыграл в его жизни очень большую роль: не только как композитор, но и старший сочувствующий друг, в полной мере сам испытавший и бедность, и одиночество, и непризнание среди профессионалов. Узнав о «трагической истории», случившейся с Анри Соге из-за исполнения собственных «Засушенных эмбрионов», Сати почти сразу берётся помочь юному провинциалу и своими связями, и концертами, и личной дружеской поддержкой.

«За всю жизнь мне самому слишком остро не хватило помощи, отцовской руки, или дружеской поддержки. И я всякий раз пытался возместить это — но уже для других… Тем более этот Соге, хронически нелепый, которого отец выгнал из дома за исполнение моей музыки…, явный телёнок, да ещё и с похожей на что-то фамилией… Глядя на него, хотелось то ли плакать, то ли грубо хохотать…, но я решил просто помочь. Не композитор, не музыкант, не человек…, просто ребёнок, почти идиот, один посреди Парижа. Он был такой…, если Сати ему не поможет, то ему уже ничего не поможет»…— ( Эрик Сати, Юрий Ханон «Воспоминания задним числом»)
Таким образом уже в конце 1922 года почти осуществилась недавняя мечта жителя Бордо, Анри Пупара-Соге. И в самом деле, в противовес былой «Шестёрке» Эрик Сати (что показательно, при инициативе одного из участников «Шестёрки», Дариуса Мийо) создаёт новую композиторскую группу, в которую вошли будущий известный дирижёр Роже Дезормьер (фр. Roger Désormière), будущий монах и органист Максим-Бенжамен Жакоб (фр. Maxime-Benjamin Jacob), малоизвестный композитор Анри Клике-Плейель (фр. Henri Cliquet-Pleyel) и вскоре покинувший группу Жак Бенуа-Мешен (фр. Jacques Benoist-Méchin).

"Мы открыли их вдвоём: Дариюс Мийо и я. Сегодня мы представляем их запросто, без лишних слов, и счастливы, что можем это сделать…
Они, в некотором смысле, последователи эстетики группы «Шести» (только половины из них, не надо смешивать). Название «Аркёйская школа» пришло к ним от Того, кого они решили избрать своим «фетишем» — своего старого друга, обитающего в этом пригороде. Забавная мысль! Этот «фетиш» уже изрядно послужил: ведь и «Шестёрка» тоже подобным образом использовала его несколькими годами ранее… Все они ученики Шарля Кеклена. Это он преподавал им хитрости музыкального ремесла и обучал пастись на зелёных и сочных звуковых лужайках… "— ( Эрик Сати «Несколько Молодых Музыкантов» речь 14 июня 1923 года в Коллеж де Франс, на седьмом сеансе Авангарда)
Во главе «Пятёрки», постепенно превратившейся в «Четвёрку» и «Тройку» (в качестве координатора) становится, конечно, сам Анри Соге. Поскольку Эрика Сати в то время насмешливо называли «Аркёйским мэтром» (фр. le Maître d’Arcueil), Соге предложил назвать эту новую группу «Аркёйской школой» (фр. École d’Arcueil), создав таким образом из иронической словесной формулы некую новую этическую и эстетическую модель творчества, прототипом которой являлся сам Эрик Сати. Штаб-квартира «Аркёйской школы» находилась сначала «11, рю д’Орсель», спустя год — «56, рю де Пасси, 56», короче, всякий раз в том месте, где Анри Соге удавалось снять комнату подешевле. Публичное представление новой группы «возмутителей спокойствия» Эрик Сати произвёл «собственноручно», в июне 1923 года.

«Вы спрашиваете меня про „Аркёйскую школу“?.. Извольте. Она состоит из четверых молодых музыкантов: Анри Клике-Плейель, Роже Дезормьер, Максим Жакоб и Анри Соге. Я имел честь впервые объявить эту группу в лекции, которую читал в Коллеж де Франс, 14 июня. Их успех много превзошёл мои надежды, которые были весьма велики…
…Тем лучше: достигнутое этими молодыми людьми на музыкальном поприще соберёт воедино усилия тех, кто борется против липких продуктов, производимых ради собственного удовольствия многочисленными „меломанами“, „мордами“ & прочими „просроченными“. Да.»— ( Эрик Сати, письмо «барону» Молле, Аркёй, 24 июля 1923.)
Несмотря на случайное стечение обстоятельств, породившее сенсацию французской «Шестёрки», эта группа стала весьма заметным явлением в истории новой французской музыки. Прежде всего это объяснялось ярким талантом большинства участников группы. Лучшие произведения композиторов «Шестёрки», созданные на протяжении четырёх десятилетий, выдержали испытание временем и вошли в золотой фонд французской музыки. При этом формирование художественных склонностей и первые успехи почти всех участников группы происходили под прямым влиянием и личным примером Эрика Сати. Примерно то же можно сказать и об «Аркёйской школе», названной в честь рабочего предместья Парижа, где Сати прожил последние 25 лет своей жизни. Разумеется, ни о какой «школе» в строгом смысле слова не могло быть и речи. И первой причиной тому был прежде всего сам «аркёйский учитель». Органически не выносивший никаких бронзовых авторитетов в искусстве и жизни, Сати даже и не помышлял о руководстве или воспитании новых музыкальных рекрутов. Вместо обычного учения и наставления, он говорил им так:

«Ищите всегда сами. Пробуйте и пробуйте ещё раз. Делайте всё не так, как я, а наоборот, а потом — ещё раз наоборот. И главное: никогда никого не слушайтесь!»
И если французская «Шестёрка» дала как минимум троих композиторов первой величины, то из «Аркёйской школы» по большому счёту вышел только один крупный композитор: Анри Соге. Из четверых соратников по школе особенно близок ему был Роже Дезормьер, который заразил Соге своим увлечением французской музыкой XVII-XVIII веков, в первую очередь Люлли и Рамо. Это вскоре проявилось в сочинённой Соге Сюите танцев для фортепиано под общим названием «Франсезы» (по аналогии с полонезами или аллемандами). Творчество последних двух лет жизни Эрика Сати, внезапно вернувшегося к мелодичной благозвучной музыке «а-ля Гуно» также сыграло большую роль в формировании музыкального языка Соге, оставшегося чуждым всякому жёсткому авангарду и формальным экспериментам, характерным для музыки XX века. Можно только констатировать, что не Сати периода «Гимнопедий» или балета «Парад» стал творческим ориентиром для Анри Соге (как это было в случае «Шестёрки»), а прежде всего Сати времени их личного знакомства, 1923-1924 годов, когда были написаны его последние неоклассические и неоромантические партитуры «Приключения Меркурия» и «Спектакль отменяется». Именно к этому времени относятся слова Анри Соге, на долгие годы ставшие своеобразным манифестом его творческого лица:

«Быть современным — совсем не означает имитировать в музыке всяческий механизм и машинизм нашей промышленности… Эта чисто „внешняя“ сторона нашей цивилизации совсем не годится для омузыкаливания. Музыка должна стремиться выразить сущность современного человека „изнутри“ и при этом простыми, скупыми и скромными средствами, как это всегда было присуще французскому искусству».— ( Анри Соге, интервью журналу «Comædia», ноябрь 1924.)
Скромным дебютом Анри Соге в Париже стал организованный Сати коллективный концерт «Аркёйской школы» 25 октября 1923 года, где был исполнен его «Ноктюрн» и «Танец матросов». Несмотря на большую скорость овладения композиторским ремеслом, которым будут отмечены даже первые сочинения Соге, критики «справа» ещё долго будут упрекать его в провинциальном дилетантизме и недостатке техники, а критики «слева» — в старомодности вкуса и робости музыкального языка. Между тем, уже в первых сочинениях Соге были заметны в точности те же стилистические наклонности, которые в 30-е годы были присущи и многим другим его современникам, не прошедшим мимо опыта Сати, таким как Пуленк, Тайфер или Ибер. Причём именно с Пуленком долгие годы Анри Соге был особенно дружен и близок как в творческом отношении, так и связан с ним отношениями личной симпатии. Спустя тридцать лет сам Пуленк недвусмысленно говорил об этом в книге своих воспоминаний:

«…Безо всякого сомнения, для меня и для многих других композиторов Сати открыл совершенно новый путь. Разумеется, я не говорю, что все музыканты моего поколения находились под влиянием Сати…, но Орик, Мийо, Соге и я не можем не признать Сати своим вождём».— ( Франсис Пуленк, «Мои друзья и я».)
Со своей стороны и Анри Соге относился к Франсису Пуленку как к старшему брату по творчеству, а временами даже оценивал его музыку — почти как свою собственную, настолько их стилистические предпочтения были близки и родственны. После смерти Пуленка Соге возглавил «Ассоциацию друзей Пуленка», активно участвовал в её работе и многое сделал для публикации его наследия.

«…Франсис Пуленк чрезвычайно внимательно следил за исполнением своих сочинений; из того, что здесь написано, видно, как много забот и тревог стоила ему музыка при всей кажущейся простоте. Её создатель принадлежал к той породе людей, которые не стремятся прятать свою мысль в излишне пышную оболочку и прибегать к внешне сложным приёмам письма. Простота записи у него — скорее строгое выполнение замысла, чем выражение непосредственности. Именно это придаёт особую ценность некоторым откровенным, показательным для их автора страницам…»— ( Анри Соге, май 1964 г.,«Предисловие к «Дневнику моих песен» Пуленка.)
Но не только творческое влияние «Аркёйского мэтра» сформировало композитора Анри Соге таким, как он стал известен. В первые два года знакомства Эрик Сати со своей стороны сделал очень многое, чтобы помочь молодому композитору. В 1923-1924 годах он более чем настойчиво рекомендовал Анри Соге почти всем главным действующим лицам артистического Парижа: Дягилеву, крупному меценату графу де Бомону и директору Шведского балета Рольфу де Маре.

«В течение нескольких дней Дягилев & я немало говорили об „Аркёйской Школе“ — & о Вас в особенности. Соблаговолите ли Вы прийти завтра, в пятницу, (не опоздав и ни разу не споткнувшись) к 18 ч.½ в „Отель Континенталь“, 3 рю Кастильон, где Дягилев желал бы Вас повидать. Я Вас ему сам представлю. А после, если Вы свободны, мы можем вместе пообедать — вдвоём».— ( Эрик Сати, письмо Анри Соге, Аркёй, 19 июля 1923.)
При том у Сати возникли серьёзные трудности с тем, чтобы убедить Дягилева оценить музыку молодого (и так нелепо выглядящего) композитора. Прошло ещё три года, прежде чем тот заказал ему первый балет. И по существу — ещё более двух десятков лет после смерти «аркёйского мэтра» все важнейшие публичные успехи Анри Соге были связаны с «наследством» Эриком Сати. До конца своих дней Соге сохранил ответную благодарность своему учителю, который никогда его не учил. Граф де Бомон, театр «Елисейских полей» и русские балеты Дягилева — вот три места, в которых Сати рекомендовал своего верного «аркёйца»…, и все они стали ступенями к его профессиональному успеху.
Сначала Соге заметили после постановки его парафраза вальса «Розы», на которую в театре «Цикад» (фр. «Cigale») (в антрепризе графа де Бомона) была поставлена балетная сцена. Хореографом этого номера был Леонид Мясин, а декорации выполнила Мари Лорансен. Сцена имела успех и на молодого композитора обратили внимание. Более основательная известность пришла к Соге после премьеры его оперы-буфф «Плюмаж полковника» на собственное либретто (иногда переводят как «Султан полковника» фр. «Le plumet du colonel»), состоявшейся в том же 1924 году на сцене театра «Елисейских полей».
Но подлинный успех выпал на долю его балета «Кошка» (фр. «La Chatte» на либретто Бориса Кохно), поставленного Дягилевым 30 апреля 1927 года в театре Монте-Карло и месяц спустя — в Париже с хореографией Баланчина и поразившими всех конструктивистскими декорациями Наума Габо. Заглавную партию в балете танцевала Ольга Спесивцева, восхитившая всех необыкновенной пластичностью и грацией созданного ею загадочного образа женщины-кошки. Даже самые именитые и требовательные критики отмечали «…мелодичность и простодушную прелесть музыки Соге» (Пьер Лало), «…умелую оркестровку, простоту и наивную грацию партитуры» (Анри Малерб). Так в Соге признали балетного композитора, хотя порой и ставили ему в упрёк «…излишнюю, в духе Сати, простоту и обнажённость музыкальной ткани» (Луи Лалуа)

Александра Данилова в разговоре со мной вспоминала об отношении Баланчина к Спесивцевой с оттенком лёгкой ревности: "Жорж её обожал. Спесивцева была богиня: чудная фигура, чудные ножки. Но — со странностями… У Дягилева Жорж сделал для неё «Ля Шатт». Там была довольно простая (не то что у Стравинского!) музыка Анри Соге, но Спесивцева была очень уж немузыкальна. Ей даже эту простенькую музыку надо было за кулисами отсчитывать, потом выпихивать её на сцену и молиться, чтобы она попала в такт. — ( Соломон Волков, «История культуры Санкт-Петербурга»)
В общем, пустяковый по содержанию, но чрезвычайно изящно поставленный, с мелодичной и относительно простой музыкой, балет «Кошка» прошёл в исполнении труппы Русского балета свыше двухсот раз и по существу сделал Анри Соге громкое имя в артистических кругах Парижа. С этого времени Соге прочно вошёл в историю новой музыки Франции.

## Биография Анри Соге после 1927 года
После успеха балета «Кошка» Соге стал модным композитором, заказы на театральные представления посыпались один за другим. За 1928-1933 годы Анри Соге пишет ещё три балета: «Давид», «Ночь» и «Празднества». Одновременно он работает над операми «Контрабас» (по рассказу Чехова) и «Пармская обитель» (по роману Стендаля). Отличавшиеся изяществом и свежестью вокальные сочинения и балеты окончательно сделали Анри Соге человеком модным и желанным в междувоенных парижских салонах 1930-х годов. Он общителен и любезен, его возвышенные речи и мягкий юмор сделали его желанным гостем, а его изобретательные переодевания во время балов-маскарадов вошли в парижские светские легенды.
Однако со смертью Эрика Сати даже его прямое влияние на Соге не прекратилось. Ещё одна весьма показательная история связала Сати, Соге и Кокто уже после смерти «аркёйского учителя». Либретто комической оперы «Поль и Виржини», написанной Жаном Кокто и Раймоном Радиге в 1920 году, было предназначено специально для Эрика Сати. Однако Жан Кокто имел неосторожность при работе над оперой оказаться не слишком обязательным и даже несколькими заносчивыми выходками кровно задеть самолюбие Сати.

«Да… Я затосковал по простой искренности, (почти) перестал терпеть его ужимки, выкрутасы и отсутствие „прекрасной прямоты“. Я сказал себе, ещё одна такая выходка, дерьмовый Петух, и никакого „Павла с Виргинией“ больше не будет. Никогда и нигде не будет. Это даже кстати. Когда я так решу — дело станет, раз и навсегда. Если я не напишу тебе эту оперу, худосочная задница, то уже никто как-то её тебе не напишет»… (Аркёй-Кашан, 28 Октября 1921.)" — ( Эрик Сати, Юрий Ханон, «Воспоминания задним числом»)
Сначала «мэтр» просто ждал извинений, затем потребовал сатисфакции и, не получив её, надолго запомнил нанесённое оскорбление. В результате «Павел & Виргиния» исчезли без малейшего следа. Композитор почти два года работал над партитурой оперы, но в конце концов никто так и не увидел ни одной строчки. Однако история на этом не кончилась. После смерти сначала Раймона Радиге, а затем и Эрика Сати (в июле 1925 года) текст этого либретто ожидала весьма загадочная судьба. Жан Кокто не смирился с тем, что опера так и осталась ненаписанной и пожелал всё же увидеть её на сцене. Сначала он предложил эту работу Пуленку. Тот с готовностью согласился, продержал у себя либретто более года, выбрал себе из него одно стихотворение Радиге (для какого-то романса) и передал рукопись дальше — Анри Соге. Тот в свою очередь, взяв оттуда ещё одно стихотворение (а именно, «Песню моряка») отдал рукопись композитору Николаю Набокову. Но в свою очередь и Набоков, спустя несколько месяцев раздумий, отнёс либретто художнице Валентине Гюго (с которой Сати при жизни дружил), а та его, спустя ещё год — потеряла. Дальнейших комментариев эта история не требует.
Если не считать несостоявшейся оперы «Павел и Виргиния», в середине и конце тридцатых годов Анри Соге чрезвычайно активно работал. После премьеры большой оперы «Пармская обитель» 11 марта 1939 года, ставшей едва ли не последним довоенным спектаклем в Париже, у него возникает замысел нового балета «Миражи» (предназначенного для балетмейстера Сержа Лифаря). Партитура была закончена уже в 1941 году, но из-за войны и оккупации постановка была закономерным образом отложена сначала до 1944, а потом и до 1947 года. В движении Сопротивления Соге не принимал почти никакого участия, хотя и состоял в патриотическом объединении под названием «Музыкальная молодёжь Франции». Несмотря на подавленность, стеснённость в средствах и лишения военного времени, во время оккупации Анри Соге много работал, находя в творчестве для себя единственный выход.

«Все военные годы я чувствовал себя виновным от того, что бессилен что-либо изменить».— ( Элен Журдан-Моранж, «Мой друг Анри Соге». )
Одним из наибольших успехов этих лет для Соге явился балет 1945 года «Ярмарочные фигляры» (фр. «Les Forains», иногда переводится как «Бродячие комедианты») снова на сценарий Бориса Кохно в постановке и с участием Ролана Пети. Премьера балета состоялась 2 марта 1945 года — и снова в театре «Елисейских полей». Спектакль стал крупным и даже знаковым культурным событием для Парижа весны 1945 года. Праздничный, почти цирковой, очень цельный и одновременно поэтичный балет показался неправдоподобным глотком свежего воздуха в обстановке ещё не оконченной войны. Анри Соге посвятил свою партитуру Эрику Сати, впрочем, он мог бы этого и не делать, настолько сильно перекликалось и само название, и сюжет спектакля с легендарным «Парадом» Сати. Правда, эстетика «Фигляров» была иной: вместо жёсткого и эпатирующего балета авторства Сати-Пикассо-Мясина, ставшего первым в истории образцом сюрреализма, Соге и Пети сделали яркий, изящный и праздничный спектакль, поэтизирующий «низкий жанр» бродячего цирка. В «Ярмарочных фиглярах» также ощущается и прямое влияние «Петрушки» Стравинского. Но это — несомненно французский «Петрушка».
Несмотря на слишком явно бросавшуюся в глаза несопоставимость творческой и личной индивидуальности, в течение всей своей жизни Анри Соге самыми разными способами демонстрировал большую благодарность к своему учителю, Эрику Сати и как бы пытался отдать ему долг, спустя многие годы после его смерти. Своими статьями, лекциями и многочисленными выступлениями на радио и телевидении Анри Соге действительно очень многое сделал, чтобы сохранить и оживить память о том, кто оставался для него вечно «таинственным и непонятным Эриком Сати». Несколько раз Соге самым впечатляющим образом исполнял главную роль в разных постановках пьесы «Ловушка Медузы» («сочинения господина Эрика Сати с музыкой того же господина»), отчасти изображая самого автора пьесы. Как уже было сказано выше, в 1945 году он посвятил Сати свой, пожалуй, самый удачный и известный балет «Ярмарочные фигляры». Ещё при жизни «аркёйского мэтра», в 1923 году Соге сочинил «Музыкальный букет для Эрика Сати» (фр. «Bouquet musical pour Erik Satie»), нечто вроде классического «приношения» учителю от восторженного ученика. В марте 1925 года одну из первых музыкальных передач об Эрике Сати по только что начавшему вещать парижскому радио (называвшемуся тогда «T.S.F.») вёл также Анри Соге. Концерт из произведений Эрика Сати, исполненных пианисткой Жанной Мортье и певицей Жанной Батори начинался с восторженного и вдумчивого вступительного слова Соге. Находившийся в то время при смерти в госпитале Сен-Жак Эрик Сати его, несомненно, уже не мог слышать.
Но и в личной жизни Анри Соге до конца своих дней сохранил самую трогательную и наивную преданность своему учителю. Обожавший кошек и постоянно державший их в доме по нескольку штук, он назвал двоих из своих многочисленных питомцев «Сати» и «Сократ» (последнего — в честь самого известного сочинения Эрика Сати, симфонической драмы «Сократ»). В последние годы жизни Анри Соге любил рассказывать, что ему много раз снилось как Сати, перегнувшись через край неба, спрашивал его из рая: «Неужели они, там внизу, глупые, и правда верят, что я умер?»
И, пожалуй, главное, что сделал Анри Соге для возвращения имени своего учителя: это на исходе 1950-х годов он познакомил Джона Кейджа с фортепианной пьесой Эрика Сати 1883 года «Раздражения» (фр. «Vexations») и несколькими крошечными партитурами «Меблировочной музыки», рукописи которых он долгие годы бережно хранил у себя, считая их, однако, мистификациями и не понимая их истинного смысла. Именно это событие и стало отправной точкой для такого знаменитого направления в искусстве XX века, как музыкальный минимализм и вернуло в концертную практику почти утерянные авангардные шедевры Сати.

## Последние годы и смерть
Анри Соге получил известность и стал популярен прежде всего как театральный композитор. Основные и самые значительные его произведения — это прежде всего балеты и оперы. И в послевоенные годы музыкальный театр оставался в центре творческого внимания Соге, однако стилистика и даже темы его произведений стали окончательно романтическими и переместились в XIX век. Он много работал и не отказывался почти ни от одного предложения. Среди его послевоенных произведений для музыкального и драматического театра балеты «Корделия», «Дама с Камелиями» (по пьесе Александра Дюма), «Времена года», «Пять этажей», опера по пьесе Альфреда де Мюссе «Капризы Марианны», музыка к трагедии Эсхила, драмам Шекспира, комедиям Мольера и пьесам ряда современным авторов. Также Соге является автором двух радио-оперетт («Робинзон Крузо» и «Господин Золушка») и музыки ко множеству фильмов, наиболее известным из которых был сатирический «Скандал в Клошмерле».
Уже в преклонных годах Анри Соге написал книгу воспоминаний «Музыка, моя жизнь». Член Французской Академии, высший офицер Ордена за Заслуги и командор Ордена Почётного легиона, президент многочисленных музыкальных обществ, Анри Соге, маститый и уважаемый композитор, окончил свою жизнь, преисполненный почестей, в почтенном возрасте 88 лет и был похоронен на кладбище Монмартр в Париже (сектор 27) рядом с могилой Андре Жоливе.

## Постановки
- 1947 — «Миражи», балет по сценарию Сержа Лифаря и Кассандра, Парижская Опера.